# Nimbostratus

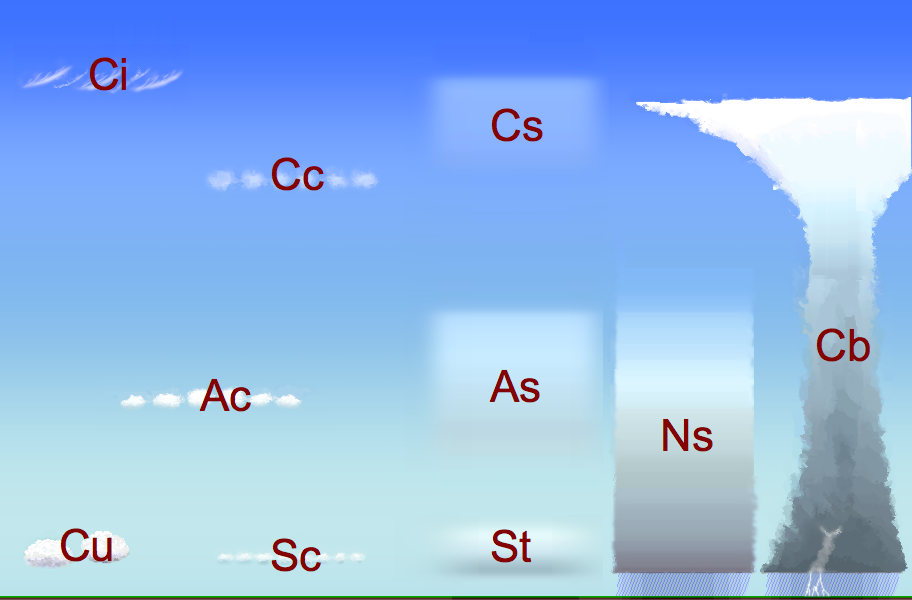
Mapa das nuvens. Nuvens Nimbostratus são abreviadas como Ns.

Nimbo-estratos ou, em latim, nimbostratus são nuvens com aspecto amorfo, base difusa e baixa, muito espessa, escura ou cinzenta; produz precipitação intermitente e mais ou menos intensa.
São nuvens densas com a forma de camadas cinzentas, normalmente escuras e ocultando totalmente o Sol, acompanhadas de precipitação (nimbus em latim significa «chuva»). 
Formam-se em massas de ar com alguma instabilidade, quando a umidade é moderada ou alta e a temperatura é relativamente elevada, e estão normalmente associadas a frentes quentes ou oclusas. A evaporação da água da chuva torna normalmente a visibilidade baixa, podendo-se formar uma camada inferior de nuvens ou de nevoeiro por debaixo dos nimbostratus, se o ar ficar saturado.

## Tipos
Tipos de nuvens Nimbostratus:
- Nimbostratus praecipitatio
- Nimbostratus virga
- Nimbostratus pannus

## Fotos

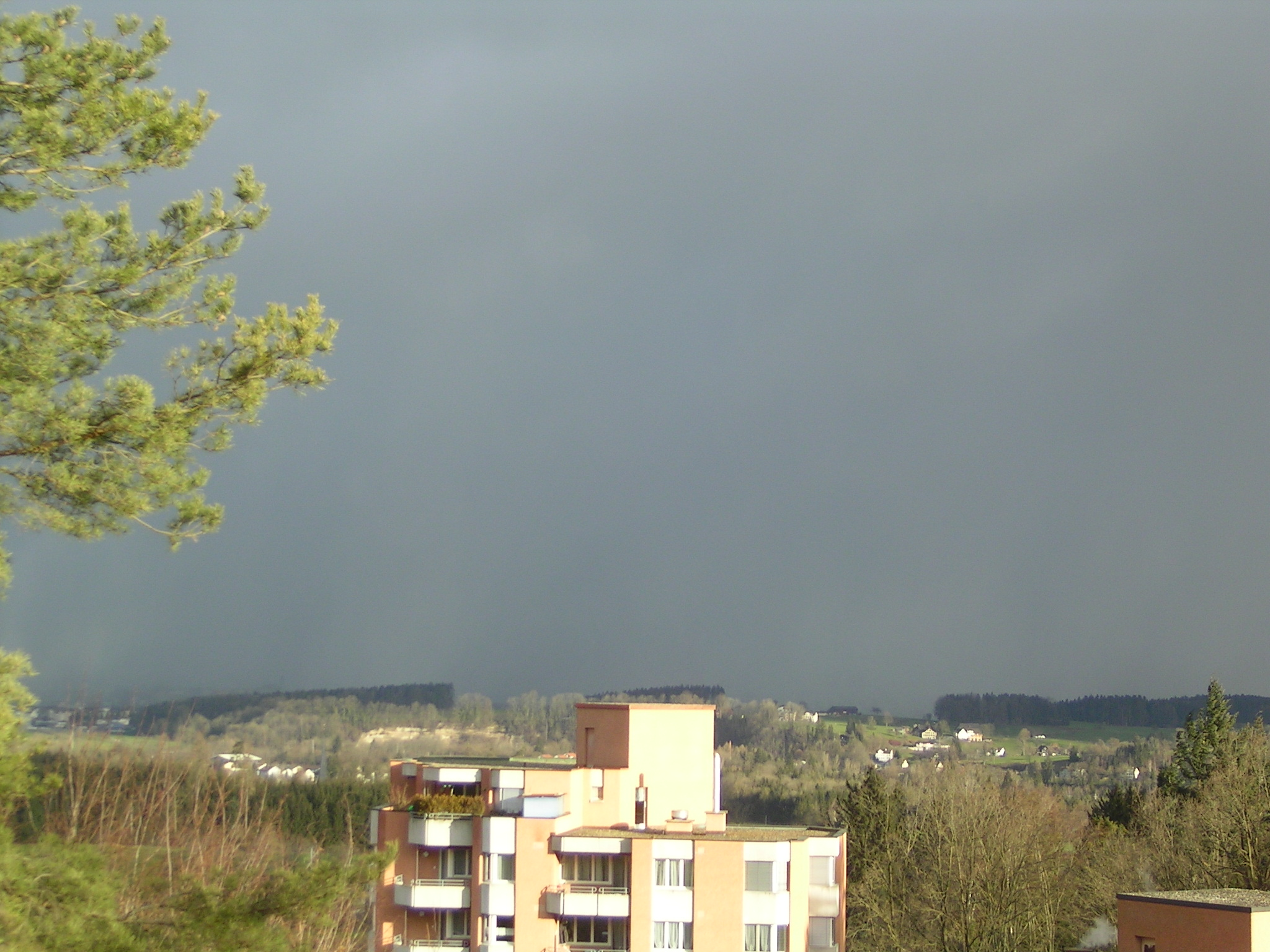
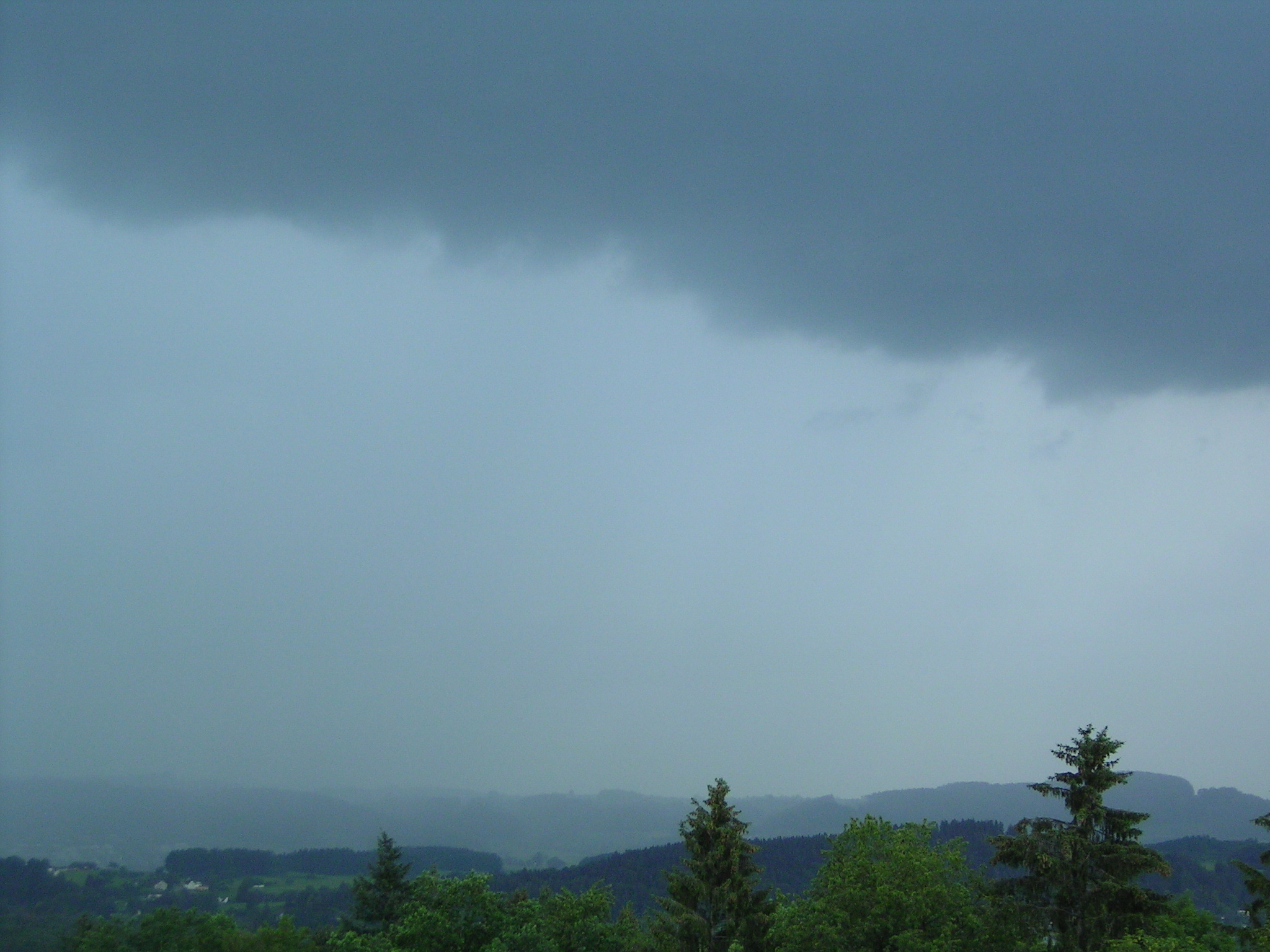
Nimbostratus praecipitatio
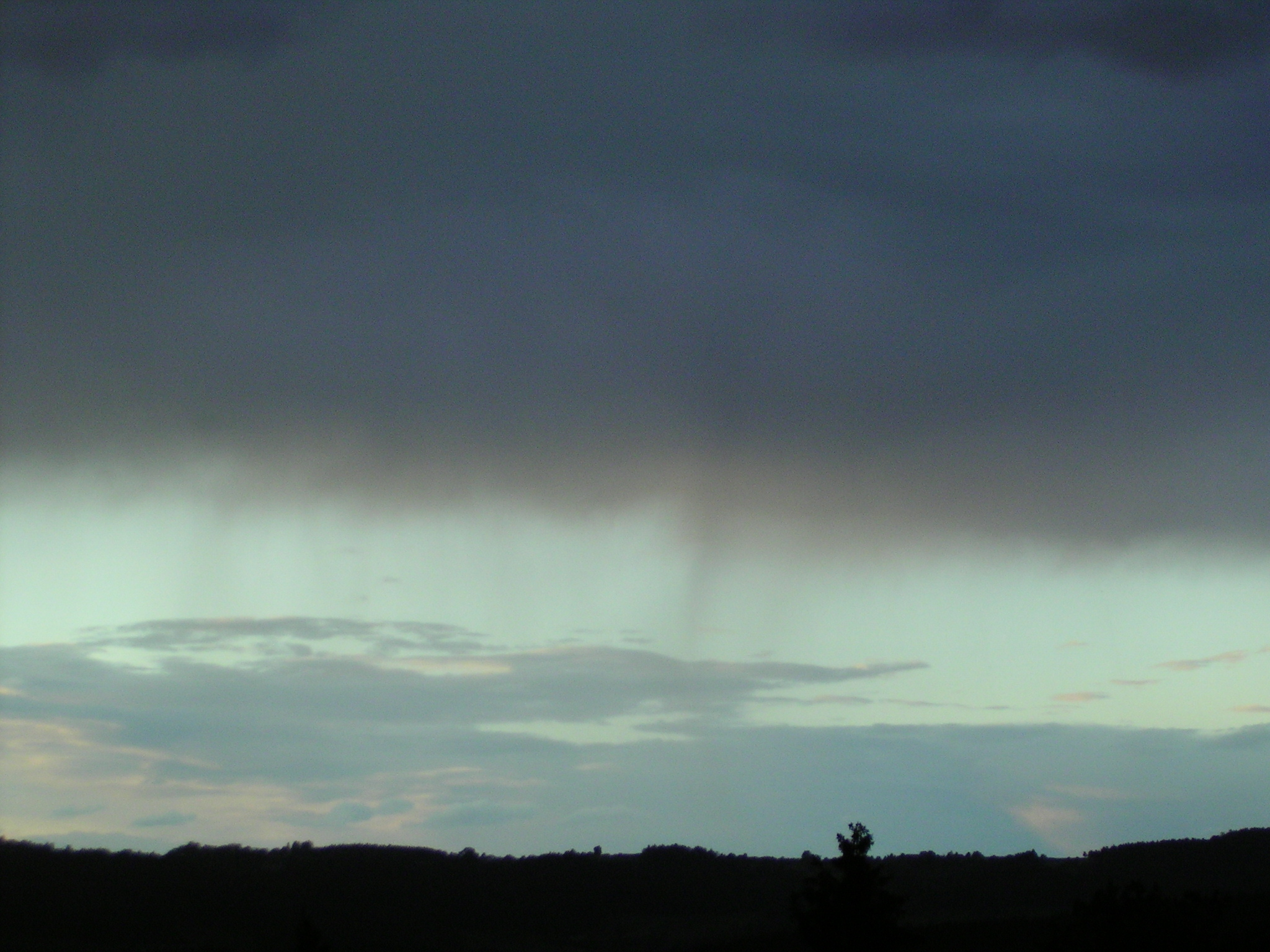
Nimbostratus virga
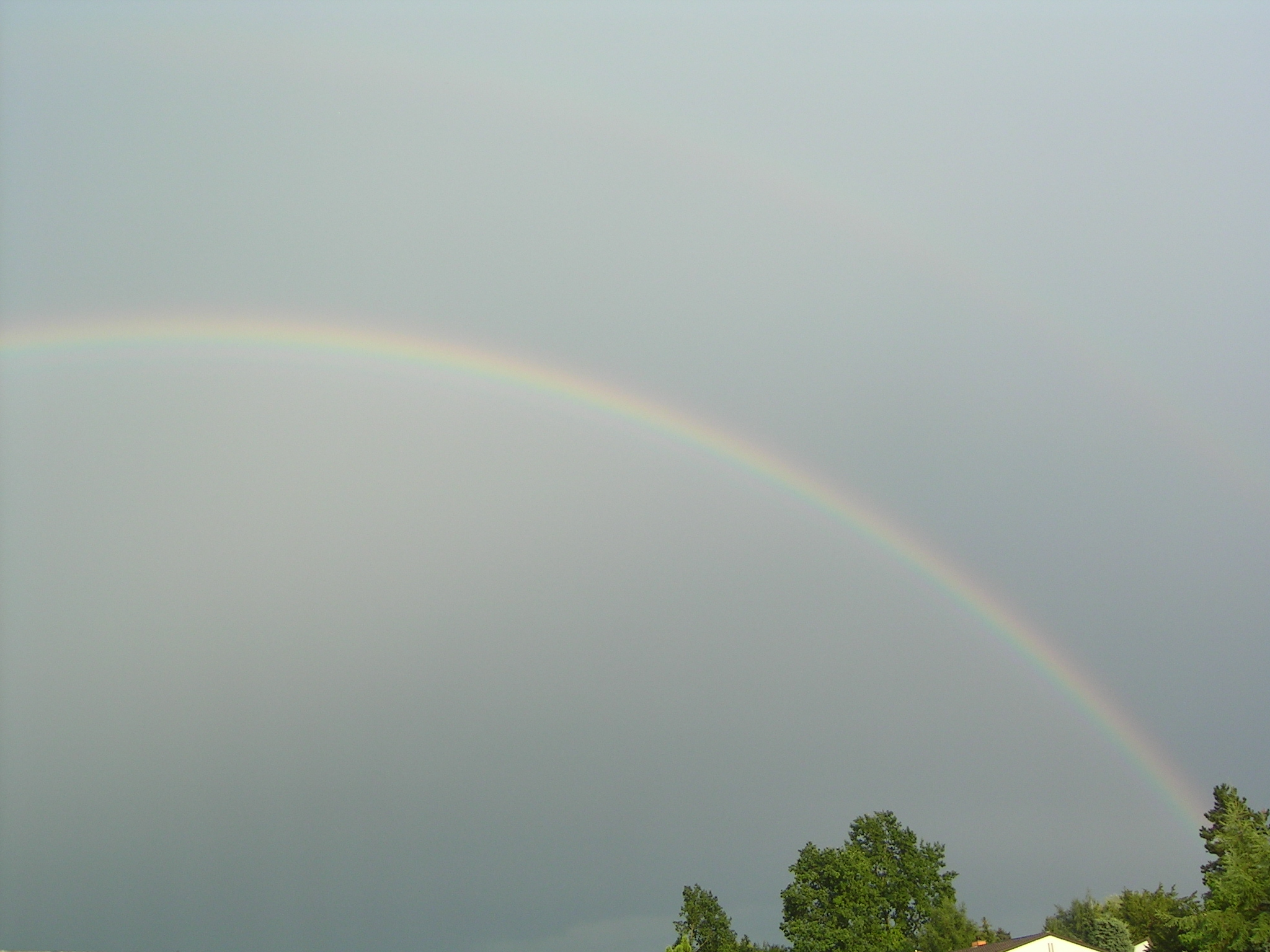
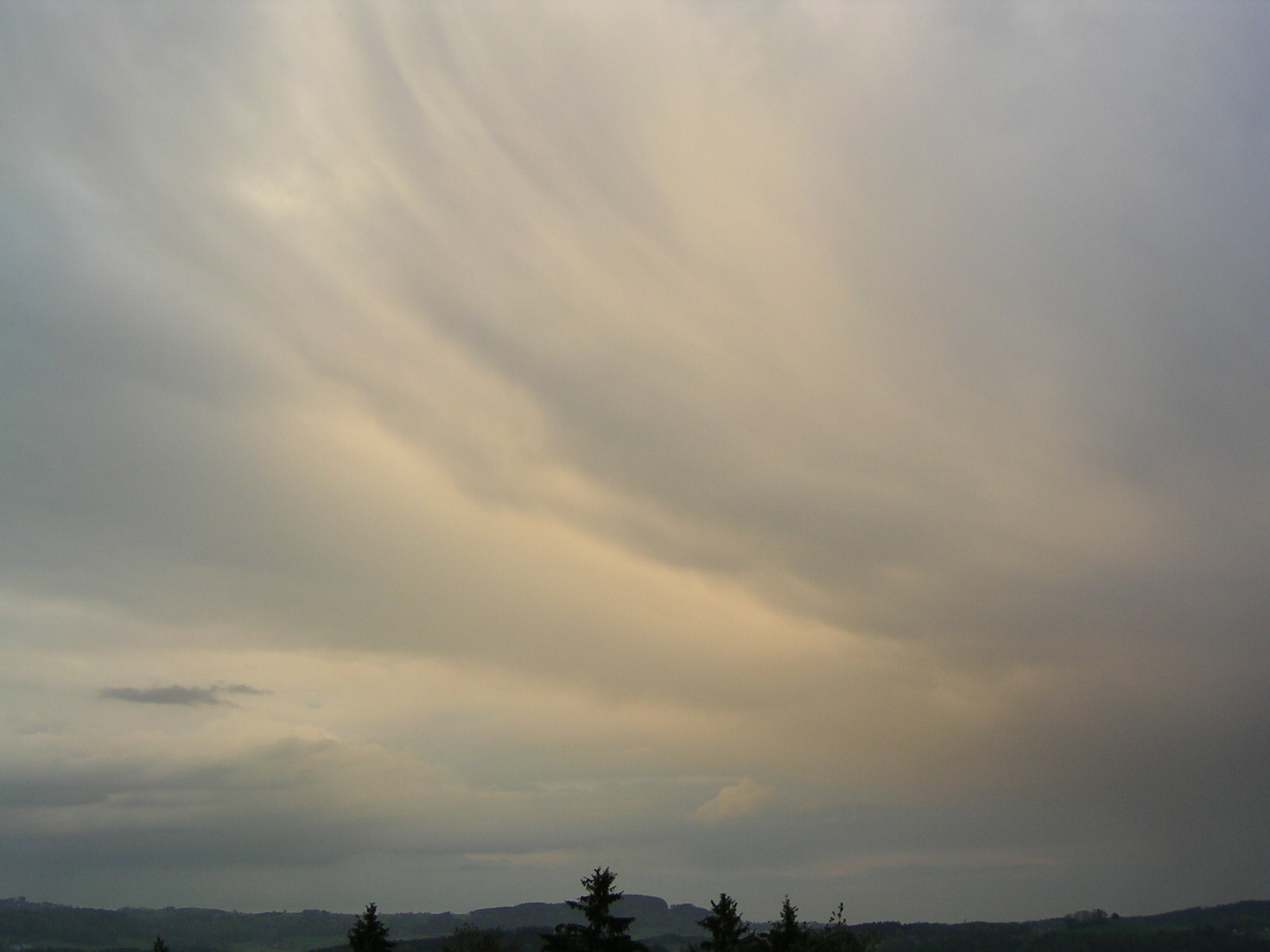
Nimbostratus com uma grande corrente de ar
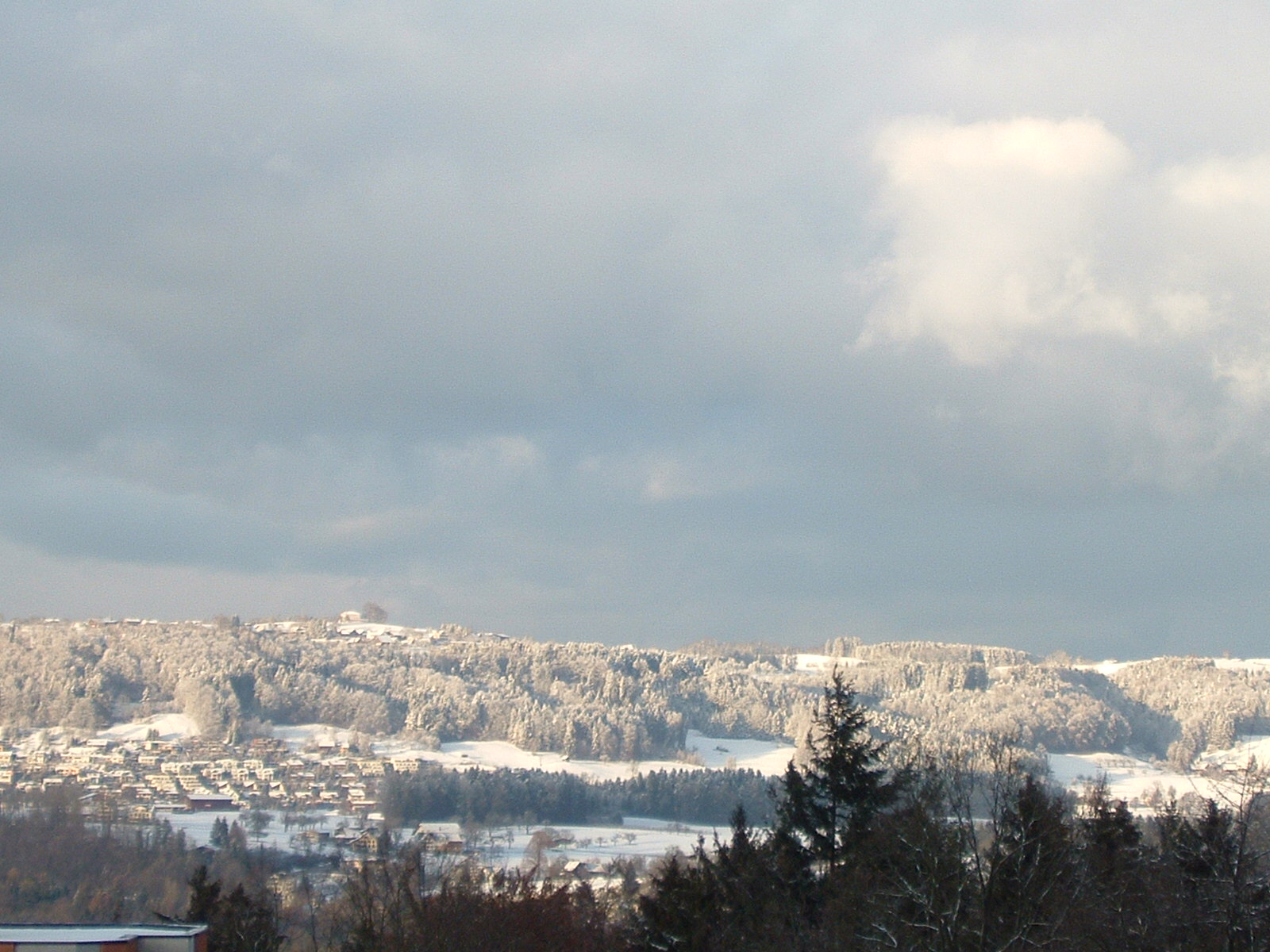
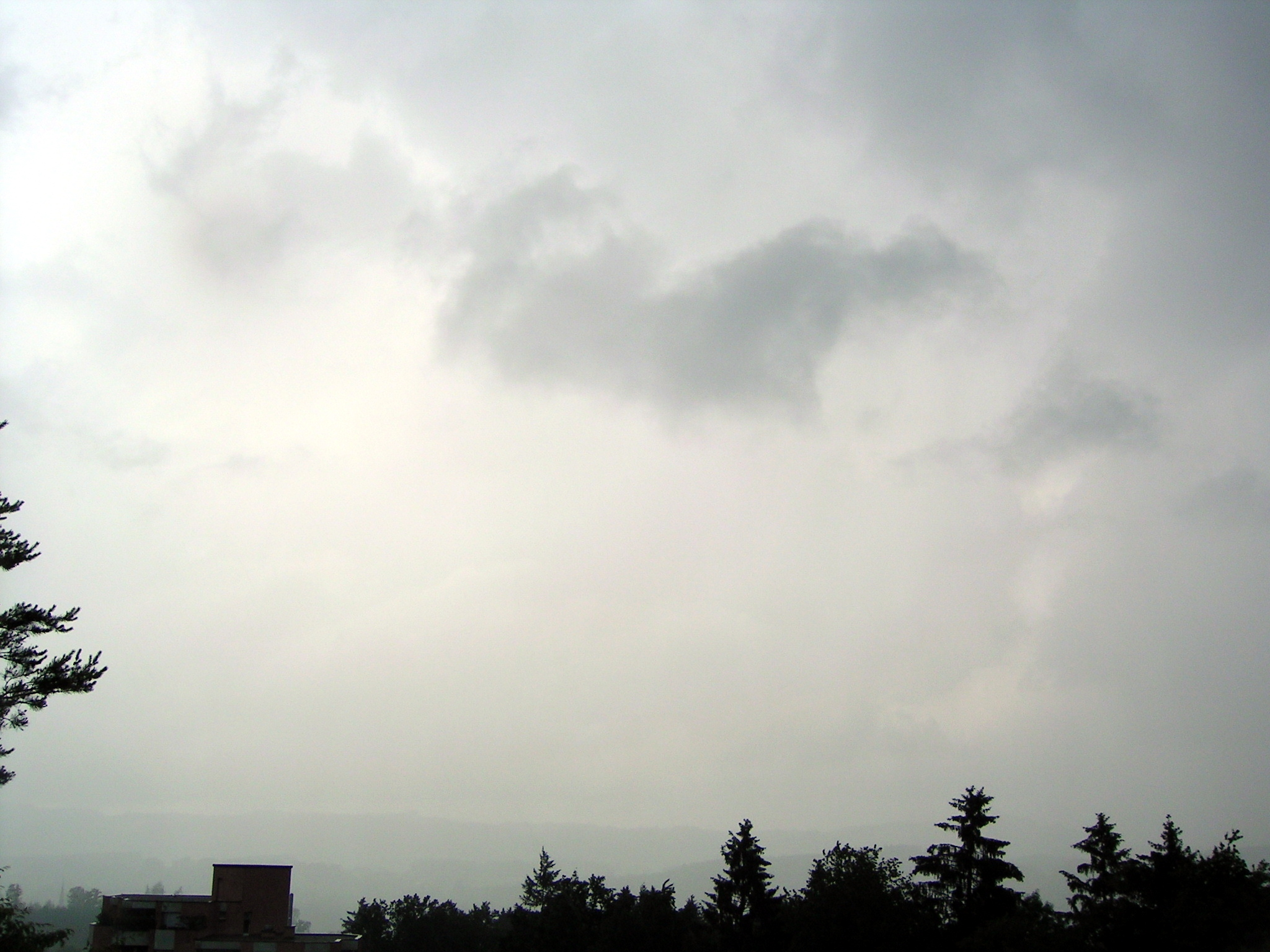
Nimbostratus praecipitatio
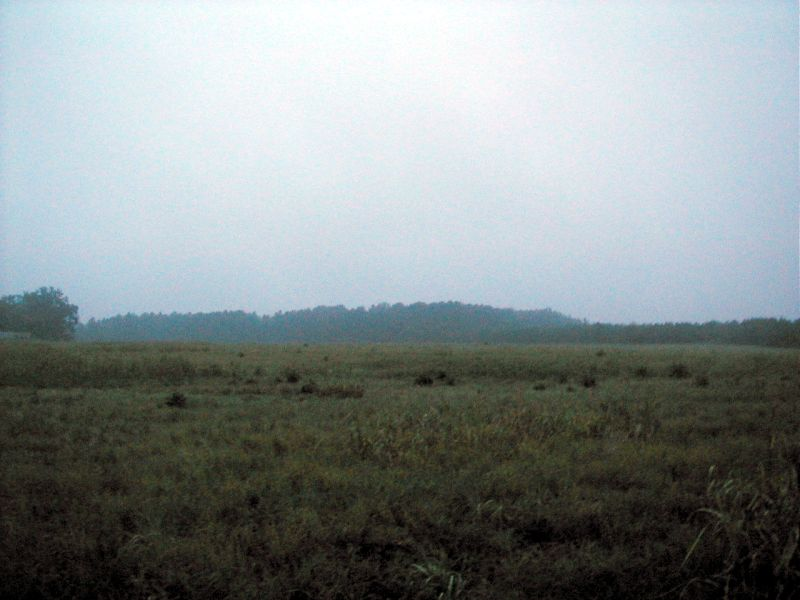
Nimbostratus
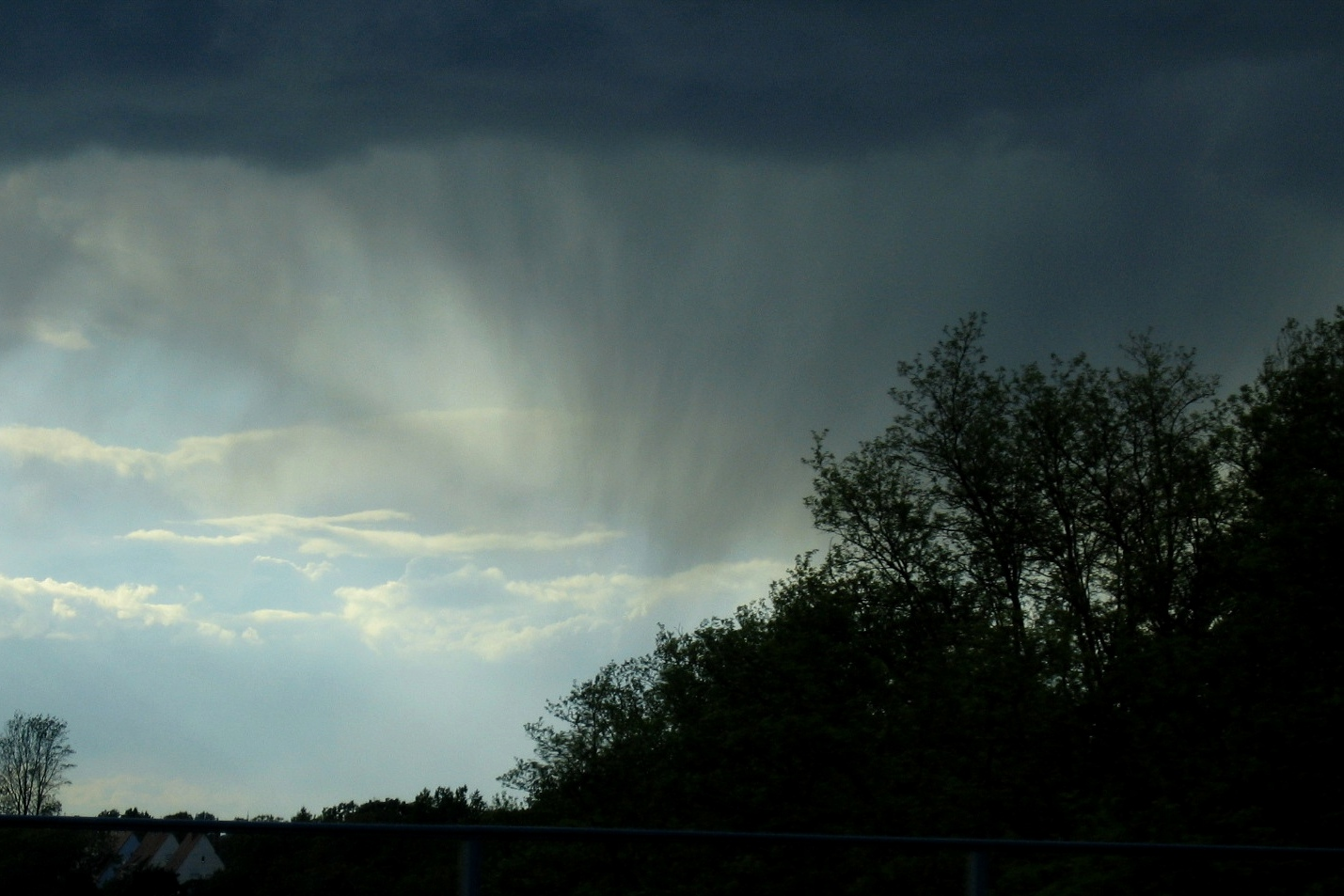
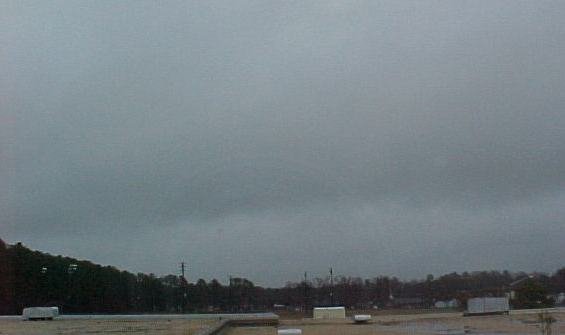